# Paralimna lamborni
Paralimna lamborni är en tvåvingeart som beskrevs av Cresson 1947. Paralimna lamborni ingår i släktet Paralimna och familjen vattenflugor.
Artens utbredningsområde är Tanzania. Inga underarter finns listade i Catalogue of Life.